# Althepus dekkingae
Althepus dekkingae är en spindelart som beskrevs av Christa L. Deeleman-Reinhold 1995. Althepus dekkingae ingår i släktet Althepus och familjen Ochyroceratidae. Inga underarter finns listade i Catalogue of Life.